# Шпаєрський міст
49°20′29″ пн. ш. 8°28′22″ сх. д. / 49.34138889° пн. ш. 8.47277778° сх. д.
Шпаєрський міст (нім. Rheinbrücke Speyer) — автомобільний міст, який перетинає Рейн за три кілометри на північний схід від центру міста Шпаєр, Німеччина, на південь від району Ангельгофер-Альтрайн. 
Дорожня естакада з однопрогоновим вантовим мостом над річкою є частиною федеральної автомагістралі A61 і розташована між розв'язками Шпаєр та Гоккенгайм.
Міст має довжину 758 метрів та дві смуги руху та узбіччя в кожному напрямку. 
Конструкцію збудувано в 1971-74 рр. та відкрито 10 грудня 1974 року федеральним міністром транспорту Куртом Гшайдле. 
Кошторисна вартість склала 57 мільйонів німецьких марок.
Ремонт прольотної конструкції мосту розпочався у 2008 році. 

Роботи завершено 16 грудня 2012 року. 

## Опис
Споруда перетинає Рейн та прибережну територію між протипаводковими дамбами. 
У річищі не дозволялося встановлення опор з кліренсом нижче 9,1 м на найвищому судноплавному рівні. 
Враховуючи ці обмеження, як мостову конструкцію у річищі обрали проєкт асиметричного однопрогонового вантового мосту. 
Пілони розташували на правому березі Рейну, щоб мінімізувати вплив на краєвид лівого берегу Рейну, включаючи Шпаєрський собор . На лівому березі Рейну також розташований передовий міст, який спирається на розділювальну опору разом з мостом через річище.

### Надбудови
Під'їзний міст є попередньо напруженою залізобетонною конструкцією довжиною 302 м з тавровим поперечним перерізом та вісьмома прольотами по 37,76 м.
Вантовий міст має сталеву прогонову конструкцію з двоярусною коробчастою балкою поперечного перерізу шириною 14,5 м та ортотропним прокладним покриттям шириною 33 м. 
Висота конструкції становить 4,2 м. 
Поперечні балки, розташовані на відстані 2,55 м одна від одної, та діагональні розпірки, розташовані на відстані 7,64 м одна від одної, підтримують консольну конструкцію через прокладки довжиною 9,25 м.
У поздовжньому напрямку головний міст має прольоти 59 м – 8 × 61 м – 275 м. 
Поле напруг в центральній осі мосту підтримується чотирма тросами, що починаються від пілона, з інтервалом 54 м кожна.
87-метровий сталевий пілон вантового мосту має А-подібну форму та повністю відокремлений від балки жорсткості. Чотири групи вант закріплені в пілонах по обидва боки центральної осі мосту. 
Вони розташовані віялоподібно в прольоті, причому анкерне кріплення у східному опорному елементі виконується за один раз. 
Колони пілона мають квадратні зовнішні розміри — 2,5 м внизу та збільшуючись у розмірі догори.

### Підконструкції та фундаменти
Між стійками пілонів прогонова конструкція спирається на залізобетонну плиту опори шириною 17,5 м, відокремлену від пілонів. 
Додаткову підтримку забезпечують дві плити опор переднього краю, правобережний розділювальний пілон та правобережний устій, де прогонова конструкція жорстко закріплена.